# Benjy
Benjy ist ein US-amerikanischer Dokumentar-Kurzfilm von Fred Zinnemann aus dem Jahr 1951. Lee Aaker ist in der Titelrolle des Benjy zu sehen. Der Film wurde mit einem Oscar ausgezeichnet.

## Inhalt
Henry Fonda erzählt die Geschichte des Jungen Benjy, der mit einer Behinderung geboren wird. Ein orthopädischer Kinderarzt möchte das Kind, das an Skoliose leidet, mit einer entsprechenden Therapie heilen. Zuerst muss er jedoch die Eltern Benjys davon überzeugen, dass er tatsächlich in der Lage ist, ihrem Sohn, den sie wegen seiner Behinderung ablehnen, zu helfen.

## Produktion
Produziert wurde der Film vom Los Angeles Orthopaedic Hospital, vertrieben von Paramount Pictures. Benjy war der letzte Kurzfilm, den Fred Zinnemann drehte. Zinnemann drehte den Film mit seiner Mannschaft ursprünglich, um das Los Angeles Orthopaedic Hospital finanziell zu unterstützen. In seiner Autobiografie von 1992 wies er darauf hin, dass die Besetzung des Films von Paramount Pictures zusammengestellt worden sei und dass die mit der Produktion verbundenen Gewerkschaftsmitglieder ihre Gehälter wieder dem Krankenhaus hätten zufließen lassen. Auch Henry Fonda habe seine Gage gespendet.

## Auszeichnung
Fred Zinnemann wurde auf der Oscarverleihung 1952 mit seinem Film in der Kategorie „Bester Dokumentar-Kurzfilm“ mit einem Oscar ausgezeichnet.